# Kamil Kantak
Kamil Kantak (ur. 15 grudnia 1881 w Luboni, zm. 1 grudnia 1976 w Bejrucie) – polski duchowny rzymskokatolicki, historyk Kościoła, społecznik, publicysta i działacz narodowy.

## Życiorys
Urodził się w majątku Dzierżykraj-Morawskich. Był synem tamtejszego dzierżawcy majątku Jana i Felicji z domu Puffke. Uczył się w gimnazjum w Ostrowie Wielkopolskim i Bydgoszczy. Należał do towarzystwa filomatycznego, za co był objęty śledztwem w toruńskim procesie filomatów w 1901. Następnie wstąpił do Seminarium Duchownego w Poznaniu i Gnieźnie, gdzie w 1904 otrzymał święcenia kapłańskie. W latach 1908–1910 studiował na Uniwersytecie Albrechta i Ludwika we Fryburgu, który ukończył doktoratem z teologii w 1909 na podstawie pracy „Geschichte der Bernardiner Klosters zu Bromberg”. Habilitację zdobył w 1919 na Uniwersytecie Karola w Pradze na podstawie rozprawy „Początki franciszkanów w Polsce”, opublikowanej w Gdańsku w 1923 roku.
Pracę wikariusza rozpoczął w Czempiniu i Jankowie Zaleśnym w 1904. Ukończywszy studia, podróżował po krajach Europy Zachodniej i krajach słowiańskich, dzięki czemu nabrał pietyzmu dla kultury francuskiej i angielskiej, natomiast kultura niemiecka nie znajdowała u niego większego uznania. Gdy w 1910 wrócił do Poznania, objął wikariat przy katedrze. W 1913 został dyrektorem kancelarii arcybiskupiej (gnieźnieńsko-poznańskiej), natomiast dwa lata później pracował jako archiwariusz archidiecezjalny w Poznaniu. W latach 1919–1922 był wykładowcą historii Kościoła w seminarium poznańskim. Po krótkim okresie pobytu na Pomorzu, w 1924 osiadł w Warszawie, przejmując funkcję rektora Kościoła św. Jacka. W latach 1926–1939 pracował jako wykładowca w Seminarium Duchownym w Pińsku. Tamże zastała go II wojna światowa. Był przetrzymywany w więzieniach Łubianka i Butyrki, skąd trafił do obozu jenieckiego NKWD w Griazowcu, gdzie od 1940 przebywali polscy jeńcy. Następnie kapelanem Armii Polskiej w Związku Radzieckim. Stamtąd trafił w 1943 na Bliski Wschód, do Bejrutu. Organizował tam opiekę nad rodakami, jednocześnie działając publicystycznie.

## Działalność społeczna
Już od najmłodszych lat angażował się w sprawy Pomorza – chociażby w czasie nauki – działając w ruchu filomackim. Obejmując wikariat w Poznaniu (1910) czynnie uczestniczył w działaniach ruchu młodokaszubskiego na Pomorzu. Kontakty pomorskie nawiązał już wcześniej, gdy w 1908 r. został współpracownikiem czasopisma „Gryf”, współpracując z przywódcą ruchu młodokaszubów Aleksandrem Majkowskim.
Szczególną rolę odegrał również dla Gdańska. Był zwolennikiem utworzenia w nim centrum kulturalnego, ekonomicznego i społecznego dla całych Prus Zachodnich. Nie sposób pominąć jego udziału w tworzeniu i początkach Towarzystwa Młodokaszubskiego, właśnie w Gdańsku. Opracował wówczas projekt statutu tego towarzystwa. Wyszedł z własną koncepcją nazwy – Towarzystwa Kaszubsko-Pomorskiego. Sam jednak nigdy nie został członkiem Towarzystwa Młodokaszubów, które zawsze wspierał, choć czasem odcinał się od niektórych działań jego liderów. W 1913 czynnie angażował się w powstanie Muzeum Kaszubsko-Pomorskiego w Sopocie. Był odpowiedzialny, m.in. za zakup dworku Sierakowskich na rzecz Muzeum. Chciał by spuścizna po Konstantym Kościńskim znalazła się w nowo powstałym Muzeum, działał także nad powstaniem-wydaniem rocznika muzealnego w ramach przynależności do Towarzystwa Muzeum Kaszubsko-Pomorskiego.
Gdy wybuchła I wojna światowa, ks. Kantak szczęśliwie uniknął poboru, poświęcając się pracy bibliotecznej i publicystycznej. Pracował przy scalaniu księgozbiorów parafialnych, opracował katalog inkunabułów biblioteki Seminarium Duchownego w Poznaniu pt. Spis książek z XV wieku Książnicy Seminarium Duchownego w Poznaniu. Po zakończeniu wojny osiedlił się w Gdańsku. W 1918 zorganizował Towarzystwo Wydawnicze Pomorskie, zajmując stanowisko dyrektora, pełniąc jednocześnie funkcję redaktora jego organu – Dziennika Gdańskiego. Utworzył także dodatek literacki „Pomorze” i „Kuriera Gdańskiego”. W Podkomisariacie Naczelnej Rady Ludowej na Prusy Królewskie i Warmię pełnił funkcję kierownika Wydziału Prasowego, redagując „Polnische Warte”, tak zwaną półurzędówkę, w języku niemieckim. W tym czasie wraz z Aleksandrem Majkowskim i innymi młodokaszubami założyli Koło Demokratyczne na Prusy Królewskie i Warmię. Była to organizacja polityczna, która miała skupiać inteligencję pomorską na zasadach narodowościowych i wolnościowych. Współpracował z Majkowskim i Franciszkiem Kręckim także w ramach Organizacji Wojskowej Pomorza. W 1920 był współtwórcą Rady Pomorskiej i członkiem Komitetu Organizacyjnego Wystawy Artystów Pomorskich w Grudziądzu. Jako członek Rady był również głównym propagatorem powstałej spółki „Pomorzanin” w Kościerzynie.

## Działalność naukowa
W 1922 ksiądz Kantak został wyznaczony do sprawy podziału zasobów Archiwum Gdańskiego między Gdańsk a Polskę. W tym roku zainicjował, będąc współorganizatorem, powstanie w Gdańsku Towarzystwa Przyjaciół Nauki i Sztuki (dzisiejsze Gdańskie Towarzystwo Naukowe).
Ks. Kantak należał do wielu towarzystw naukowych, m.in. Poznańskiego Towarzystwa Przyjaciół Nauk, Towarzystwa Naukowego w Toruniu, Towarzystwa Przyjaciół Nauki i Sztuki, Towarzystwa Teologów, Towarzystwa Historycznego, Polskiego Towarzystwa Nauk na Obczyźnie.

## Ostatnie lata
Ostatni okres życia spędził będąc na emigracji na Bliskim Wschodzie. W 1943 trafił do Bejrutu, gdzie był kapelanem Komendy Placu, obejmując jednocześnie opiekę nad polską młodzieżą wojskową, studiującą w miejscowych uniwersytetach: francuskim i amerykańskim. W 1945 został mianowany dziekanem polskim na Liban i Syrię. Po zakończeniu wojny pozostał w Bejrucie, wykładając na tamtejszym Uniwersytecie Katolickim św. Józefa, będąc jednocześnie kapelanem w klasztorze szarytek jerozolimskich. Zmarł 1 grudnia 1976 w Bejrucie, tam też został pochowany.

## Publikacje
Jest autorem ponad 400 prac napisanych w różnych językach, z zakresu historii, polityki, literatury. Wśród jego dorobku naukowego znajdują się liczne monografie, tj.:
- Kronika Bernardynów w Bydgoszczy (Poznań 1907)
- Obowiązki społeczne i narodowe (Poznań 1908)
- Mankietnicy i mankietnictwo (Poznań 1910)
- Kościół i państwo (Poznań 1911)
- Powstanie Reformatów polskich (Poznań 1911)
- Początki klasztoru franciszkańskiego w Poznaniu (Poznań 1911)
- Państwo-Naród-Jednostka (Poznań 1911)[29]
- „Unitas” (miesięcznik kościelny: pismo duchowieństwa Archidyecezyi Gnieźnieńskiej i Poznańskiej Kościół i państwo, Poznań 1911)
- Dzieje Kościoła Polskiego do roku 1400 (t. 1-2, Gdańsk 1913-14)
- Św. Jan Kapistran i zaprowadzenie Bernardynów (Poznań 1914)
- Spis książek z XV wieku Książnicy Seminarjum Duchownego w Poznaniu Cz. 1 (Poznań 1919)
- Spis książek z XV wieku Książnicy Seminarjum Duchownego w Poznaniu Cz.1  (dokończenie) (Poznań 1920)
- Bernardyni polscy. T. 1: 1453-1572 (Kraków 1933)
- Bernardyni polscy. T. 2: 1573-1795-1932 (Kraków 1933)
- Franciszkanie polscy. T. 1: 1237-1517 (Kraków 1937)
- Franciszkanie polscy. T. 2: 1517-1795 (Kraków 1938)
- Dzieje ziemi pomorskiej (Jerozolima 1946)[30]